# Skidbladnir
Skidbladnir (altnord. Skíðblaðnir) ist das Schiff des Gottes Freyr aus der nordischen Mythologie. Es wurde vom Zwerg Dvalin und seinen Brüdern im Auftrag des Gottes Loki gebaut. 
Das Schiff war groß genug, um alle Götter aus Asgard transportieren zu können. Aufgrund seiner besonderen Bauweise ließ es sich sehr klein falten und so in einem Beutel mitführen. Außerdem hatte es immer günstigen Wind, egal in welcher Richtung man segeln wollte.